# Lluís Homs i Moncusí
Lluís Homs i Moncusí (Valls, 1868 - Barcelona, 1956) va ser un arquitecte català.

## Biografia
Es va titular el 1897. Va ser arquitecte municipal de Valls i Sarrià, i director tècnic de l'empresa Construcciones y Pavimentos S.A.
A Castellar de n'Hug va construir, en col·laboració amb Eduard Ferrés i Puig, el xalet del Clot del Moro (1904), al costat de la Fàbrica de Ciment Asland.
A Sabadell va edificar al costat de Francesc Izard i Joaquim Manich el conjunt de magatzems Condicionament i Docks Sabadell, actual Escola Superior de Disseny (1908, carrer Marquès de Comillas, 79), un edifici de cort monumentalista i aire clàssic, com es denota pel seu frontó triangular en la cornisa superior i l'ús de pilastres.
També amb Eduard Ferrés i amb Ignasi Mas i Morell va construir a Barcelona la casa Damians, posteriorment Magatzems El Siglo (1913-1915, Carrer de Pelai, 54), on destaca la seva cúpula de claraboia esfèrica d'influència expressionista.
El 1915 va projectar amb Francesc Izard la Torre de l'Aigua a Sabadell, emplaçada entre el riu Ripoll i la carretera C-1413 de Caldes de Montbui. Realitzada en formigó armat, està formada per vuit pilars amb una escala helicoidal en el seu interior, que sostenen el cos elevat de la torre, de forma octogonal i coronada per un xapitell.
El 1917 va treballar de nou amb Eduard Ferrés en el Pont de Vallcarca a Barcelona, realitzat en formigó armat, amb una ornamentació de relleus de lleons amb els escuts de Catalunya i de Sant Jordi; va ser inaugurat el 1923.
Va estar casat amb la pintora Maria Ferrés i Puig, germana d'Eduard Ferrés i Puig, i va ser pare de la també pintora Elvira Homs i Ferrés.